# Marc Birkigt
Marc Birkigt   (Ginebra, 8 de març de 1878 - Versoix, 15 de març de 1953) va ser un enginyer mecànic suís, pioner en el ram de l'automòbil i l'aviació, i un dels fundadors de la marca Hispano Suiza el 1904 a Barcelona, de la qual va assumir la direcció tècnica. Va ser el creador del concepte «cuirassat», que feia que el motor s'acoblés perfectament al xassís, i impedia l'entrada de pols en el compartiment del motor i donava major rigidesa al conjunt motor-xassís.

## Biografia
Va néixer a Ginebra, al carrer de Rousseau, el 8 de març de 1878. El seu pare, anomenat Ernest Louis, era sastre. La seva mare, Louise, es va morir quan ell tenia dos anys i el seu pare quan Marc Birkigt en tenia onze, de manera que va quedar orfe i a càrrec de la seva àvia, Louise Annen-Maunier.
El 1895, quan tenia 17 anys, va entrar a l'École de Mécanique de Ginebra d'on en va sortir enginyer als 20. Posteriorment, va treballar en l'empresa Thum de fabricació de màquines i utillatges per a la rellotgeria. Va fer el servei militar com a armer.
L'any 1899 es va traslladar a Barcelona i es va posar en contacte amb Carlos Vellino, amic de l'Escola d'enginyers, i d'Emilio de la Cuadra, el qual el va contractar per a l'empresa Compañía General Española de Coches Automóviles Emilio de la Cuadra, on va treballar en un prototip d'òmnibus elèctric per a Barcelona. Va construir el seu primer motor monocilíndric, i dos bicilíndrics de 4,5 i 7,5 HP per al cotxe La Cuadra Centauro, que va recórrer 1.000 km sense incidents el 1901. Va presentar-ne les primeres patents, però la societat va fer fallida.
El 1901, va tornar a Ginebra i el 23 de novembre es va casar amb Eugénie Brachet, amb qui va tenir un fill, anomenat Louis, el 1903 i una filla, Yvonne, el 1905.
El 1902 va tornar a Barcelona, on va començar a treballar com a director tècnic de l'empresa J. Castro Sociedad en Comandita, Fábrica Hispano Suiza de Automóviles, fundada pel financer José María Castro Fernández, principal creditor d'Emilio de la Cuadra. Allí va construir un cotxe amb motor bicilíndric de 1.873 cmª de 10 CV, caixa de canvis de quatre velocitats (quelcom fora del corrent a principis del segle XX) i el cotxe amb motor de quatre cilindres de 2.536 cmª de 14 CV i dos arbres de lleves (l'un per a l'admissió, i l'altre per a l'escapament). L'any 1904 se'n va suspendre la producció per manca de finançament.
El 14 de juny de 1904 fou quan Francesc Seix, Damià Mateu i Marc Birkigt crearen la Hispano Suiza, Fábrica de Automóviles, SA, i Birkigt es posà a treballar en l'empresa com a director tècnic. El mes de juny de 1911, i després de crear-se la sucursal Hispano Suiza a França, ell i la seva família es van establir a París, i començà a dirigir la nova fàbrica situada a Levallois-Perret. En finalitzar el contracte de lloguer l'any 1913, va dirigir-ne el trasllat a una nova fàbrica a Bois-Colombes.
El rei Alfons XIII va encarregar-hi un cotxe 20/24 CV i li va agradar tant que, a partir de llavors, va assegurar el seu suport absolut a la societat, i li va concedir l'Orde d'Isabel la Catòlica el 1908. Llavors es va traslladar la fàbrica a la Sagrera (actual parc de la Pegaso), i els despatxos de venda s'establiren a Ginebra, París i a la resta d'Europa. El 1907 es va acordar una llicència de venda amb la societat SAG (Société D'Automobiles á Genève) de Lucien Pictet i Paul Piccard, per comercialitzar sota aquest nom els models 20 i 40 CV i després el 60 CV de la Hispano Suiza fins al 1908.
L'any 1907 la Hispano Suiza va presentar al Saló de l'Automòbil de París dos models nous, un amb 4 cilindres de 40/45 CV i un amb 6 cilindres de 60/75 CV d'11 litres de cilindrada, amb l'emblema de la marca: dues ales (símbol de velocitat), al centre una creu blanca (símbol de Suïssa), sobre els colors espanyols.
El 1914, quan va començar la Primera Guerra Mundial, ell i la seva família tornaren a Barcelona, i va començar a treballar en motors d'aviació. Va desenvolupar un motor lleuger d'alumini de vuit cilindres en V de 90° i de 150 CV que, a partir de 1915, va abastir l'aviació francesa amb 40.000 motors que van permetre lluitar en condicions d'igualtat davant les tropes alemanyes. A causa de l'SPAD S.VII i de l'as de l'esquadrilla de les cigonyes Georges Guynemer, la Hispano Suiza va adoptar el símbol de la cigonya.
Quan va acabar la guerra, va tornar a París i, aprofitant les noves fortunes amassades durant la guerra, es va consagrar a fabricar cotxes de luxe, i ocupà la vicepresidència de la Societé Française Hispano Suiza, que era l'antiga sucursal Hispano Suiza, convertida en empresa el 1923. Al mateix temps, seguia treballant com a inventor i director tècnic per a l'empresa espanyola i la francesa.
El 1930 es va associar amb Michelin per crear la marca Michelin. El 1936, i després d'haver construït més de 2.500 cotxes, la Hispano Suiza francesa va ser nacionalitzada per l'estat francès i Marc Birkigt es consagrà a la fabricació de motors d'aviació i a la construcció d'armes automàtiques.
El 1938 va marxar a Ginebra per fer-se càrrec, juntament amb el seu fill Louis Birkigt, de la Hispano Suiza (Suisse) SA, per, després, tornar a Barcelona per desenvolupar el motor del camió tipus 66, el canó Hispano-Suiza HS.404.
Tornà a Suïssa a treballar a la Hispano Suiza (Suisse), SA, on començà a fabricar màquines-eina.
Marc Birkigt, que des de 1930 vivia a Versoix en la luxosa mansió Rive-bleu al costat del llac Léman davant del massís del Mont Blanc, es va morir el 15 de març de 1953 a l'edat de 75 anys, després d'haver presentat més de 150 patents.

## Condecoracions
- 1908: Cavaller de l'Orde d'Isabel la Catòlica
- 1930: Comandant', i després Gran Oficial, el 1939, de la Legió d'Honor
- 1923 i 1949: llorejat per L'Aéro-Club de France
- Doctor Honoris causa de l'ETH Zürich